# Stanisław Żelazowski
Stanisław Żelazowski (ur. 30 września 1889 w Grodzisku Mazowieckim, zm. ok. 31 sierpnia 1944 w Warszawie) – polski ksiądz katolicki, kapelan Armii Krajowej.

## Życiorys
Urodził się 30 września 1889 w Grodzisku Mazowieckim, w rodzinie Juliana i Agnieszki z Gawińskich. Wstąpił do Seminarium Metropolitalnego w Warszawie i ukończył je w 1914 święceniami kapłańskimi. Zaraz potem podjął dalsze studia na Cesarskiej Rzymskokatolickiej Akademii Duchownej w Petersburgu, które ukończył w 1917. W latach 1917–1918 współorganizował Związek Wojskowych Polaków w Turkmenistanie, gdzie był komisarzem, a następnie powrócił do Warszawy, gdzie od 1919 do 1929 wykładał na Seminarium Metropolitalnym (Nowy Testament) i był prefektem tej instytucji. W 1929 otrzymał z rąk kardynała Aleksandra Kakowskiego probostwo parafii św. Antoniego w Warszawie. Jednocześnie otrzymał zadanie zorganizowania parafii na warszawskim Powiślu. W 1933 ks. Żelazowski kupił plac pod budowę Kościoła św. Teresy od Dzieciątka Jezus, którą ukończono pod jego kierownictwem w 1938. Został pierwszym proboszczem tej parafii. Poświęcił się też działalności charytatywnej: organizował ochronki, świetlice dziecięce, jak również akcje dożywiania dzieci i osób bezrobotnych. Od 1930 był przewodniczącym Archidiecezjalnej Komisji dla Spraw Organistowskich, pracował też w zarządzie głównym Związku Kaniowczyków i Żeligowczyków.
Podczas okupacji niemieckiej był kapelanem Armii Krajowej. Po wybuchu powstania warszawskiego znalazł się na ul. Senatorskiej (u księdza Stanisława Trzeciaka), skąd 9 sierpnia 1944 został w grupie wyprowadzony przez Niemców. W drodze na plac Teatralny stracił prawą dłoń, kiedy wywiązała się strzelanina między Niemcami i powstańcami. Trafił do szpitala polowego w kościele przy ul. Zakroczymskiej. W dniu 31 sierpnia 1944 szpital ewakuowano i wtedy zapewne zginął (jedna z mniej prawdopodobnych wersji mówi, że zginął w gruzach swojego kościoła na Powiślu). Nieznane jest miejsce jego pochówku.

## Ordery i odznaczenia
- Krzyż Niepodległości (13 września 1933)[4]
- Złoty Krzyż Zasługi[3][1]